# Modigliana
Modigliana (romanyol nyelven Mugiäna) település Olaszországban, Emilia-Romagna régióban, Forlì-Cesena megyében. Lakosainak száma 4288 fő (2023. január 1.). Modigliana Brisighella, Castrocaro Terme e Terra del Sole, Marradi, Tredozio, Dovadola és Rocca San Casciano községekkel határos.

## Népesség
A település lakossága az elmúlt években az alábbi módon változott:
| Lakosok száma | 4533 | 4482 | 4288 |
|               | 2017 | 2018 | 2023 |

## Híres emberek
Itt született Silvestro Lega festő